# Solieria longicornis
Solieria longicornis är en tvåvingeart som först beskrevs av Macquart 1843.  Solieria longicornis ingår i släktet Solieria och familjen parasitflugor. Inga underarter finns listade i Catalogue of Life.